# Сагайдак, Нина Алексеевна
Ни́на Алексе́евна Сайгада́к (более известная как Нина Сагайдак; 12 марта 1927, Сновск, Украинская ССР — 19 мая 1943 года, Щорс, оккупированная территория УССР) — пионер-герой и подпольщица Великой Отечественной войны.
Наиболее известна своим подвигом, совершённым в день празднования 25-летия Великой Октябрьской революции — вещание в прямом эфире радиостанции города Щорса с поздравлениями щорсовцев и открытым призывом к партизанской борьбе. Кроме этого, Нина активно действовала в рамках подпольной организации, для непосвященных официально исполняя две роли — кормилицы большого семейства, к апрелю 1942 г. оставшегося на её попечении и танцовщицы («балерины») в местной театральной труппе. Отыгрывая вторую роль, Нина очень помогала партизанам в их диверсионной борьбе, яркие эпизоды которой отнюдь не случайно приходились на дни концертов Нины — ведь на подающую большие надежды «будущую балерину» стекалось посмотреть все командование немецкого гарнизона.
О Нине Сагайдак и её подпольной деятельности не осталось документально подтвержденной информации. Все её ближайшие соратники по борьбе с оккупантами и непосредственные руководители согласно известным источникам были расстреляны, по некоторым данным была разгромлена и сама организация. Последнее, однако, нельзя утверждать с достоверностью, поскольку никаких официальных данных, которые бы подтверждали этот факт, не существует. Как и не существует единой версии, которая бы описывала подпольную деятельность Нины и других участников тех событий в линейном, хронологическом порядке. Известно только, что на первых этапах своей деятельности Нина Сагайдак боролась с оккупантами стихийно и самолично и только затем каким-то образом стала частью подполья.
Хотя официально Нина Сагайдак считается пионером-героем, на момент начала войны она, будучи 14-летней, уже вышла из пионерского возраста.

## Краткая биография
Уроженка города Щорс (ныне Сновск). Родилась в семье одного из первых в городе комсомольцев. В возрасте восьми лет потеряла любимого отца.
К началу Великой Отечественной войны Нина, её брат Толя и новорождённая сестренка Ляля остались на попечении отчима Якова Осиповича Усика и его сестры Ольги. Их мать Лариса Ивановна несколькими месяцами ранее была госпитализирована в Ленинград, и во время её отсутствия Нина вела хозяйство и выполняла обязанности по уходу за братом и сестрой. В июне 1941 года отчима забрали на фронт и дети переехали жить к дедушке с бабушкой, Ивану Михайловичу и Лидии Леопольдовне.
Когда начались бомбёжки и захват германскими войсками Черниговщины, семья предприняла попытку спастись бегством в соседнюю деревню Рудню, однако через какое-то время жить в гостях стало совсем неудобно и они вернулись в свой дом, который, к счастью, остался цел во время захвата города немцами. В поисках пропитания Иван Михайлович был вынужден устроиться на тяжелую работу сторожем на немецкий склад, где проработал до весны 1942 года, получая паёк на детей и небольшие деньги.
Весной 1942 года Иван Михайлович умер, семья осталась без кормильца, и эту роль пришлось выполнять Нине. Максимально возможную моральную и материальную помощь Нине оказывала Ольга Усик до момента, пока женщину и её престарелых родителей не расстреляли за подпольную деятельность. В мае 1943 года за подпольную деятельность была расстреляна и сама Нина Сагайдак.

## Подпольная деятельность Нины Сагайдак

### Основные версии
Поскольку никого из товарищей по подпольной деятельности Нины не осталось в живых, а рассказы очевидцев со временем претерпели целый ряд искажений, существует как минимум две основных версии о характере деятельности Нины Сагайдак.
Согласно первой версии, девушка начала борьбу с оккупантами в одиночку, а затем почти сразу организовала и возглавила небольшой пионерский отряд, который какое-то время действовал автономно под руководством Нины и лишь впоследствии был «взят под крыло» действовавшей на Черниговщине партизанской организацией. Эта версия отражена в небольшой книге М. Грениной и в ряде других статей, очерков и упоминаний.
Согласно второй версии, Нина также начала действовать в одиночку, но очень скоро призналась в своей деятельности Ольге Усик, которая, будучи на тот момент действительным членом подполья, подключила и Нину к этой невидимой войне — по этой версии Нина действовала, как связующее звено между тремя участниками подполья: Ольгой, Володей Янченко (подпольщик, ближайший товарищ Нины по подпольной деятельности, раскрыт, расстрелян), Марией (квартирантка семьи Сагайдаков, подпольщица, связная партизанского отряда, раскрыта, судьба неизвестна), также Нина взаимодействовала лично с другом семьи Василием Григорьевичем Анапрейчиком (после начала ставший ставший партизаном, награждён Орденом Отечественной войны I степени за партизанскую деятельность). Данная версия взята за основу повествования в книге Д. А. Мищенко.

### Первая листовка
Антиоккупационная деятельность Нины началась с личного подвижничества и была обусловлена её воспитанием, её человеческими качествами и, вероятно, семейной традицией: по некоторым данным её отец был одним из первых комсомольцев города Щорса, по другим — партизаном. Так или иначе, Нина не смогла сидеть сложа руки, когда немцы, захватившие город, стали творить бесчинства. 
"Нина вспомнила то, что случилось два дня назад. Она возвращалась домой, когда вдруг увидела двоих арестованных. Совсем ещё мальчишки. Одному лет десять-двенадцать. Другому не больше четырнадцати. «Что же они босые-то, — вдруг забеспокоилась Нина, взглянув на ноги арестованных, холод-то какой!» Их израненные ноги, казалось, не чувствовали ни боли, не холода. Лица посинели и распухли от побоев. Они брели, глядя прямо перед собой, подгоняемые грубыми окриками конвоиров. Нина повернулась и пошла следом. Она и сама не знала, зачем это делает. <…> Ребят повесили, прикрепив каждому на грудь таблички с надписью: «Партизан». Они держались мужественно и смерть приняли молча.

Нина бежала домой, не разбирая дороги, не видя встречных. <…> Мирно светила луна. У домов залегли глубокие тени. Тихо. Словно и нет войны. Словно не было и тех двух ребят. Нина закрыла глаза и тотчас ясно увидела разрушенную каланчу, а на ней покачивающееся на ветру тела казнённых. И даже почудилось, что она слышит поскрипывание перекладины. «Нет, этой тишине верить нельзя. И надо действовать сейчас же, сию минуту»…
Немцы с целью устрашения населения специально сгоняли людей смотреть казни. Кроме того, по утрам на окраине небольшого городка в ближнем лесу немецкие полицаи регулярно расстреливали местных жителей (комсомольцев, партизан, евреев), и эти выстрелы были прекрасно слышны в доме Сагайдаков, который находился вблизи этого перелеска, недалеко от кладбища. Позже в этом лесу будет расстреляна и сама Нина, но сейчас единственное, что руководит её действиями — желание отомстить немцам за эту войну, за этих невинных людей, за своих потерянных родителей, за украденное детство и за свою поруганную землю. Именно эпизод казни детей, подозреваемых в подпольной деятельности, произвел на девушку столь неизгладимое впечатление, ставшее поворотным пунктом в её судьбе. Задавая себе вопрос, чем она, Нина, может быть полезна щорсовцам, девушка почти сразу после первого увиденного ею лично расстрела юных партизан интуитивно пишет первую листовку и той же ночью украдкой вешает её в центре города на стене Почтового отделения. Видя эффект от написанной ею листовки, Нина окончательно принимает решение, не отступать от намеченного пути.
Немногим позже вокруг Нины формируется кружок из 5-6 пионеров (среди которых упоминаются в разных источниках Зоя Санько (другой вариант — Зоя Шамко), Таня Залепиха, Леша Иванков, Паша Колесников, Леля и Толя Губенко, Лида Шеховцова, Валя Брегунец), которые под её руководством ведут свою стихийную подпольную деятельность: расспрашивают кого можно о новостях с фронта, пишут и расклеивают листовки с ободряющим объяснением положения дел на фронте и агитационными призывами к борьбе с оккупантами. Деятельность подпольной пионерской группы под руководством Нины становится известна партизанам, действующим в городе и они выходят на связь с пионерами, предлагая вести организованную и относительно централизованную борьбу с оккупантами. В то же время версия Д. А Мищенко предполагает личную подпольную деятельность Нины вплоть до подключения к этой деятельности родственницы Нины, которая в итоге немногим позже способствует вхождению Нины в организованную партизанскую группу (см. уточнение выше).

### «Театральная жизнь»
Организованная деятельность, координируемая партизанами, находящимися в ближних лесах, предполагала от Нины Сагайдак иное участие в подпольном движении — в каком-то смысле более масштабное и не менее рискованное. До военной жизни Нина показывала блестящие танцевальные способности и даже мечтала о большой сцене. С подачи координатора партизан Нина поступила на службу в местный театральный кружок при железнодорожном клубе — в «Труппу Чернова». На тот момент в кружке не хватало танцовщиц, и они с большой радостью приняли новую артистку. На спектаклях в клубе бывало немало немецких офицеров и солдат — в небольшом городе представления в клубе были единственным видом культурных развлечений. Танцевальные номера талантливой Нины Сагайдак вызывали у немецких офицеров особенные восторги. Её выделяли, о ней слышали и знали, она была на особом положении у местного оккупационного руководства. Это возмущало девушку и вызывало у неё волну негодования, не раз Нина хотела оставить труппу, но заставляла себя снова и снова приходить в клуб ради того, чтобы, выступая со своими танцевальными номерами, служить прикрытием для диверсионных вылазок партизан. Так, несколько раненых партизан были спасены из местного госпиталя, пока Нина танцевала партию Лауренсии на сцене клуба перед немецкими солдатами. В другой раз Нина отвлекала немецких солдат от еще одной диверсионной акции — подрыва моста через реку Снов.
«Нина молча глядела на колеблющийся огонёк коптилки.
— Ну, а ты что делаешь? — поднял голову Анапрейчик. — Все танцуешь? — Он попытался улыбнуться, но вышло это как-то неловко, и Нина никак не могла определить по его голосу и по выражению лица, смеется он над ней или в самом деле интересуется этим. — Почему ты молчишь? — снова заговорил Анапрейчик. — Танцуешь, спрашиваю, или, может, испугалась и все бросила?
— Да нет. Танцую. Ненавижу и танцую. — Лицо девушки вспыхнуло, глаза гневно блеснули.
— Ну, значит, молодец. Танцы твои нужны нам… <…> …Там в сенях я оставил мешок. В нем всякое нужное хозяйство: тол и прочее. Надо это припрятать на пару дней. Можно закопать в сарае под дровами. Это раз. Завтра повидаешь Янченко. Хорошо, если той же ночью он заберет мешок и передаст его старшему товарищу. Он выделит подрывников в помощь партизанам. Скажи, что нужно два человека, которые могут заминировать восточную сторону моста. В субботу необходимо дать большой интересный концерт, который привлечет побольше немецких офицеров. Пока они опомнятся, организуют помощь охране, мы сделаем свое дело. Поняла?»
Чтобы привлечь максимально возможное количество немецких солдат по городу расклеивались афиши с упоминанием, что в концерте будет участвовать Нина Сагайдак. Неоднократно упоминалось, что позже, после обнаружения подпольной деятельности Нины, немцы с сарказмом называли её не иначе, как «фрейлейн балерина».

### Главный подвиг Нины Сагайдак
Ранним утром 7 ноября 1942 года в день празднования 25-тилетия годовщины Великой Октябрьской революции над базарной площадью из репродуктора раздался звонкий девичий голос: 
«Товарищи! Друзья! Поздравляем вас с праздником Великой Октябрьской социалистической революции! <…> Дорогие земляки! Красная Армия ведет ожесточенные бои. Весь советский народ помогает ей бить фашистских оккупантов. Давайте и мы поможем ей. Кто любит советскую Родину, должны бить фашистов, не давая им покоя ни днем ни ночью. Уходите в подполье, вступайте в партизанские отряды…» 
Это говорила Нина. С первых её слов на оживленной площади воцарилась полная тишина. Горожане, притихшие от неожиданности, удивленно переглядывались, слушая эту короткую речь. Секунды спустя полицейские, оправившись от шока, подняли стрельбу, начальник полиции требовал доставить в его кабинет диктора. Однако, когда диктора доставили к начальнику полиции, им оказалась интеллигентная доверчивая пожилая немка Нелли Пеннер. Пионеры выманили женщину из рубки под вымышленным предлогом, а её место заняла Нина Сагайдак и, импровизируя на ходу, обратилась к согражданам с пламенной речью. Как только полицейские подняли стрельбу, девушка привела в негодность аппаратуру и, выпрыгнув из окна рубки, скрылась в городе. Согласно имеющимся источникам вся эта идея от начала и до конца принадлежала Нине. По версии Д. А. Мищенко Нина придумала эту диверсию в ответ на арест ее тёти Ольги Усик и её родителей.
Более подробно этот и другие подвиги Нины Сагайдак описаны в художественных книгах и очерках, приведенных в разделе «Художественное наследие памяти Нины Сагайдак» внизу страницы.

## Предательство и героическая гибель Нины Сагайдак
После такой немыслимой дерзости в городе начались жестокие облавы, продлившиеся вплоть до апреля 1943 года.

По одной из версий среди задержанных оказался и ровесник Нины, некогда претендовавший на участие в партизанском движении, но показавший себя очень ненадежным человеком. Нина, предчувствуя слабый характер товарища и предвидя в нем опасность для подпольного движения, в момент подбора новобранцев в партизаны открыто выступила против его кандидатуры:
«Помнишь, как на школьных вечерах ты с пафосом декламировал „Рожденный ползать летать не может?“ А это ведь о таких, как ты, Горький написал. Живи себе ужом. Обойдёмся и без тебя».
Весной 1943 года на первом же допросе в полиции несостоявшийся «партизан» открыл имя Нины полицаям и связал его с дерзким вмешательством в радиоэфир 7 ноября 1942 года. Девушку в числе других подпольщиков схватили тут же.
«Окруженная полицейскими, Нина шла улицами родного города. Она жадно вдыхала весенний воздух, запахи первой зелени и, высоко подняв голову, подставляла лицо апрельскому солнышку. Нина знала, что навсегда прощается с весной, с жизнью. Гитлеровцы её не пощадят. Но она их не боялась».
Другая, популяризированная Д. А. Мищенко, версия гласила, что предателем был одноклассник Нины, влюбленный в неё ещё с довоенного времени, причиной такого поступка стала мстительность юноши, не встретившего у Нины ответных чувств и ревностно воспринимавшего рабочие отношения Нины с товарищем по подполью — Володей Янченко.
Согласно третьей версии, имя предателя так и осталось тайной и доподлинно неизвестно, был ли он лично знаком с Ниной Сагайдак и связан ли его поступок с какими-то конфликтами внутри подпольной организации, личными отношениями или желанием личной мести.
Так или иначе имя Нины оказалось раскрыто, девушка была арестована и началось её теперь уже личное испытание на готовность служить высоким идеалам до конца. Нину Сагайдак под страхом пыток и истязаний призывали сдать товарищей и непосредственных руководителей в обмен на свободу. Однако верная своим принципам девушка мужественно отказалась от «сделки». После длительных, длившихся около полутора месяцев мучительных пыток Нина Сагайдак была переведена в камеру смертников и в скором времени расстреляна. «В том самом месте, откуда не раз уже слышалась стрельба и где после этого выросла не одна братская могила». Точная дата расстрела неизвестна. В некоторых источниках днём расстрела указывается 19 мая 1943 года, эта же «условная» дата значится на памятнике. По свидетельству фотографа и исследователя Олега Кожухаря, в энциклопедическом словаре «Черниговщина» 1990 г. написано, что «подпольщики, в том числе Н. Сагайдак, расстреляны в мае 1943 г.» 10 мая 1943 года Нина ещё была жива и оставила на стене камеры смертников надпись. Текст надписи воспроизводится очень по-разному. До сих пор неизвестно, кто видел первоисточник и как он выглядел.
Один из источников цитирует надпись так:

«За Родину, за Правду! Кто будет здесь и выйдет на волю передавайте. Нина Сагайдак. Шестнадцать лет. 19.V.1943 г.».

По свидетельству другого источника, на стене было две надписи:
«За правду судят, за брехню пидносять. Хто буде тут, выйде на волю — передавайте. Нина Сагайдак, шестнадцять рокив. 19.V.1943 г.»
И там же рядом:
«Шестнадцатилетнюю Нину Сагайдак расстреляли».
Вероятнее всего, последняя цитата основана на небольшом свидетельстве из Истории городов и сел УССР 1972 г. в 26 томах (выписка представлена выше), несмотря на то, что в возможном первоисточнике дата подписи указана как 10 мая 1943 г. большинство текстов датой смерти указывают 19 мая 1943 года.
Эти последние слова Нины Сагайдак остаются свидетельством того, как может хрупкая девушка, как выразился надзиратель Нины, «почти девочка» жить и действовать из очень высокого понимания смысла жизни человека и гражданина, отдавая эту самую жизнь как жертву во имя «правды». Такое подвижничество поражало даже врагов. Так, согласно Д. А. Мищенко, сопровождавший Нину на пытки немец-ефрейтор Томме настолько проникся симпатией к её стойкости, что на свой страх и риск предпринял попытку спасти девочку, но его план был раскрыт: Нину вернули в камеру, а ефрейтора в наказание выслали на фронт.
Есть также легенда, согласно которой другой надзиратель, не добившись от Нины признаний, в изнеможении воскликнул: «Что это за непонятая страна! Здесь даже дети партизанят».

## «Они бессмертны…»
«Они бессмертны…» — именно так называлась посвященная пионерам-партизанам постоянная рубрика в журнале «Пионерия» (Украинская ССР), в 10-м номере которого в 1961 году появился первый большой очерк о Нине Сагайдак. Имена детей и подростков, юношей и девушек, о которых рассказывалось в этой рубрике, действительно получили бессмертие, благодаря их героическим подвигам и людской памяти. Бессмертие как единственно возможная плата за жертвенный героизм не обошло стороной и Нину Сагайдак. Так в мае 1945 года, спустя два года после смерти девочки, в Берлин въехал советский танк-освободитель с ярко-красной надписью на броне «Нина Сагайдак». А многие годы спустя именем Нины был назван теплоход.

### Как Нина Сагайдак «дошла» до Берлина…
Спустя четыре месяца после расстрела Нины Сагайдак и её товарищей Красная Армия ворвалась в город Щорс и вытеснила оккупантов, вместе с тем была разгромлена и щорсовская «тюрьма», в которой в заточении за минувшие два года войны несколько тысяч человек были замучены до смерти, приговорены к казни или к отправке в качестве рабочей силы в Германию. В камере смертников освободители обнаружили множество надписей, среди которых была и надпись Нины Сагайдак. Четыре танкиста из числа освободителей г. Щорса насколько могли подробно разузнали у горожан о подвиге и героической гибели Нины и написали её имя красными буквами на собственном танке. 
«…Рассказ о юной героине глубоко взволновал танкистов, и они поклялись пронести в своих сердцах образ Нины сквозь все боевые опасности и невзгоды. И вот наступил светлый час Победы. Четверо бывалых воинов, дошедших до Берлина, пришли к стенам рейхстага и на колонне рядом со своими именами написали имя Нины Сагайдак. Ведь она, как и многие её ровесники, тоже была бойцом, который, не колеблясь, отдал свою жизнь, чтобы приблизить славный день великой Победы над фашизмом».

### Теплоход «Нина Сагайдак»
Теплоход (сухогруз) «Нина Сагайдак» наряду с другими теплоходами с присвоенными им названиями в честь пионеров-героев («Коля Мяготин», «Саша Бородулин», «Толя Шумов» «Зина Портнова», «Нина Куковерова», «Володя Щербацевич», «Павлик Ларишкин», «Вася Шишковский») был построен в 1970 году в КБ судоверфи «Neptun» (ГДР, г. Росток) по проекта 301 (ГДР), тип Пионер. Погиб 9 октября 1983 года в проливе Лонга в результате сжатия льдов. Подробное описание гибели четырех судов можно найти в статьях «Испытание Арктикой» и "Гибель теплохода «Нина Сагайдак».

## Мемориальная плита (могила) и памятник-бюст Нине Сагайдак
Памятный бюст и могильная плита Нине Сагайдак установлены в 1967 году в лесопарке на юго-западной окраине города Сновск предположительно на месте расстрела подпольщицы.

## Переулок иУлица Нины Сагайдак
Улица Нины Сагайдак (укр. Вулиця Ніни Сагайдак) — улица в Деснянском районе города Чернигова. Пролегает от улицы Шевченко до 2-го переулка Радищева, исторически сложившаяся местность (район) Бобровица.
Примыкают улица Приветная (Яцевская) и переулок Нины Сагайдак.

## Официальные памятные источники (народные мемориалы)
Страница Нины Сагайдак в фонде «Память Народа»: Нина Сагайдак
Страница Нины Сагайдак в галерее «Дорога Памяти»: Нина Сагайдак

## Художественное наследие памяти Нины Сагайдак

### Книги, очерки, стихи и упоминания
В открытом доступе можно ознакомиться с художественными повестями, очерками и упоминаниями о Нине Сагайдак:
- Повесть для детей младшего возраста (5-10 лет): Нина Сагайдак / М. Гренина; художник В. Гальдяев. — М.: Малыш, 1967. — 32 c.: Ил.
- Повесть для детей среднего возраста и подростков (военная проза): Нина Сагайдак / Д. А. Мищенко; пер. с укр. П. А. Судоплатова; [рис. И. Ушакова]. – М.: Детская литература, 1970. – 140 [4] c.: Ил.
- Упоминание о подвиге Нины Сагайдак содержится в главе «На родине Щорса»: Место твое впереди / Ивушкин Н. Б.— М.: Воениздат, 1986. — 272 с.: Ил.[9]
- Очерк «Имя на броне».
- Стихотворение «Нина Сагайдак» в Интернет-публикации «600 стихов о детях войны»[16]
- Упоминание в диафильме «Партизанская борьба на Украине в годы Великой Отечественной войны» (Ч.1).[17]

## Сноски и источники
1. 1 2 3 4  М. Гренина. Нина Сагайдак / [ худ. В. Гальдяев ]. — М.: Малыш, 1967. — 32 с.
2. 1 2 3 4 5 6 7 8  Б. Адамович. Имя на броне (Нина Сагайдак). Великая страна СССР // Дети-герои. Дата обращения: 27 апреля 2021. Архивировано 27 апреля 2021 года.
3. ↑  Дети-герои — Страница 3 — Всё о Второй мировой. Дата обращения: 5 мая 2021. Архивировано 1 декабря 2020 года.
4. ↑  FALERISTIKA.SU • Вход. forum.faleristika.su. Дата обращения: 5 мая 2021.
5. 1 2 3 4 5 6 7 8  Д. А. Мищенко. Нина Сагайдак / пер. с укр. П. Судоплатова; [рис. И. Ушакова]. — М.: Дет. лит-ра, 1970. — 140, [4] с.
6. 1 2  ІСТОРІЯ МІСТ І СІЛ УКРАЇНСЬКОЇ РСР / Ред. кол. тому: Дериколенко О. І. (гол. редкол.), Бутько О. Г., Власенко В. І., Горбач В. М., Іржавський З. Б., Калита Є. Г., Костарчук В. М., Левенко А. І., Лола О. П., Майстренко Л. І., Марисова І. В., Музиченко І. І., Неліп І. П., Олійник Л. В., Панченко В. П. (заст. гол. редкол.), Романова О. П., Сендзюк Ф. Л., Сенько Б. І., Собко І. П., Спиридонов Ф. П., Стасевич О. Д. (відп. секр. редкол.), Шевчук М. С., Шморгун В. Ф., Яцура М. Т.. — Киев: Голов. ред. УРЕ АН УРСР, 1972. — С. 141. — 780 с. Архивировано 14 сентября 2018 года.
7. ↑  Никоноров А.В. Маленькие герои большой войны. Книга 3. — Москва: Благотворительный фонд Оксаны Федоровой, 2016. — С. 38—41. — 432 с. — ISBN 978-5-9908078-9-1. Архивировано 14 апреля 2021 года.
8. ↑  Нина Сагайдак. Дорога памяти. Дата обращения: 27 апреля 2021. Архивировано 27 апреля 2021 года.
9. 1 2  Ивушкин Н. Б. Место твоё впереди. — Воениздат, 1986. — 272 с.
10. ↑  Они бессмертны... // Нина Сагайдак (украинский) // Пионерия (Украинская ССР) : Журнал. — Изд-во ЦК ЛКСМУ, 1961. — Октябрь (№ 10).
11. ↑  Андрей Островский. Забытые уроки // Новая газета (Новая газета во Владивостоке). — № 466. Архивировано 27 апреля 2021 года.
12. ↑  В. Б. Иванов. Испытание Арктикой // Советский Таймыр. — 1987. Архивировано 27 апреля 2021 года.
13. ↑  Пишет doroshenko_us2015-03-15 08:39:00 doroshenko_us doroshenko_us 2015-03-15 08:39:00. Гибель теплохода "Нина Сагайдак". doroshenko-us.livejournal.com. Дата обращения: 27 апреля 2021. Архивировано 27 апреля 2021 года.
14. ↑  Олег Кожухарь. Описание памятника: Могила подпольщицы Нины Сагайдак. Проект "Помните нас!" (27 апреля 2012). Дата обращения: 29 апреля 2021. Архивировано 29 апреля 2021 года.
15. ↑  Олег Кожухарь. Могила подпольщицы Нины Сагайдак. www.shukach.com (29 января 2013). Дата обращения: 14 апреля 2021. Архивировано 14 апреля 2021 года.
16. ↑  В. Шумилин. Нина Сагайдак // 600 стихов о детях войны : Сборник стихов. — 2020. Архивировано 27 апреля 2021 года.
17. ↑  Партизанская борьба на Украине в годы Великой Отечественной войны. Часть 1. Диафильмы.su - диафильмы, диапроекторы, фильмоскопы, слайды. Дата обращения: 28 апреля 2021. Архивировано 28 апреля 2021 года.